# أيوب مسلم
أيوب مسلم يعقوب مسلم (1905-2001) متحدث عام ومؤلف وسياسي فلسطيني. شغل منصب رئيس بلدية بيت لحم في الفترة من 1958 حتى 1962. كان عضوًا في البرلمان، وعضو مجلس الوزراء ورئيس جمعية بيت لحم العربية للتأهيل في بيت جالا.